# Karl Tremblay
Pour les articles homonymes, voir Tremblay.
Karl Tremblay, né le 28 octobre 1976 à Montréal et mort le 15 novembre 2023 à Terrebonne, est un musicien québécois. Chanteur du groupe Les Cowboys fringants, il crée cette formation en 1994 avec Jean-François Pauzé.

## Biographie

### Origines
Karl Tremblay est d'ascendance française des côtés paternel comme maternel.
Son père et sa mère partagent le même ancêtre, soit Pierre Tremblay. Ce dernier, l'ancêtre des Tremblay au Canada, est originaire de Randonnai (aujourd'hui fusionnée à Tourouvre au Perche). La lignée paternelle descend de Michel Tremblay (1662-1727), tandis que la lignée maternelle descend de Pierre Tremblay fils (1660-1736),[source insuffisante].

### Activités musicales
À la suite de leur rencontre en 1994, Karl Tremblay et Jean-François Pauzé fondent un groupe de musique et composent ensemble, un an plus tard, leur première chanson, Les Routes du bonheur. Ils créent cette même année les 12 chansons qui s'inscrivent sur l'album 12 grandes chansons. Karl Tremblay abandonne alors ses études pour se consacrer à sa passion et à son groupe de musique, Les Cowboys fringants, qui devient célèbre au Québec à partir de 1999.
Véritable meneur de foule, le chanteur du groupe conquiert le cœur du public québécois grâce à son énergie et ses textes engagés. Il se démarque pour son interprétation, mêlant l'humour, l'autodérision, mais également l'émotion et la nostalgie.
Le groupe vend 1 300 000 albums dans la francophonie.

### Autres activités
Karl Tremblay collabore à l'émission de télévision M.Net, présentée sur les ondes de MusiquePlus où il fait quelques critiques de jeux vidéo. En 2016, il participe au lancement de la société Triple Boris Inc., « studio indépendant de développement de jeux vidéo et d'applications mobiles », dont il est le directeur de la création et principal actionnaire,.
Il participe avec Les Cowboys fringants à de nombreux concours amateurs en début de carrière, notamment les Francouvertes.

### Maladie et décès
Karl Tremblay annonce le 19 juillet 2022 être atteint d'un cancer de la prostate depuis janvier 2020. En raison de sa maladie, le groupe annule plusieurs spectacles en 2023 afin qu’il puisse suivre son calendrier de traitements. Il continue à se produire sur scène, bien qu'il soit, par moments, visiblement affaibli par la maladie. Après près de quatre ans à lutter contre le cancer, Karl Tremblay meurt le 15 novembre 2023,, à Terrebonne.
L'annonce de sa mort donne lieux à des rassemblements spontanés et plusieurs villes dont Montréal, Québec ou encore Sherbrooke, qui annoncent la mise en berne de leurs drapeaux,.
Le gouvernement québécois propose d'organiser des funérailles nationales en son honneur, mais la famille préfère proposer une « cérémonie d'hommage national », l'équivalent sans la dimension religieuse. Celle-ci a lieu le 28 novembre 2023, à Montréal, au Centre Bell, devant 14 000 personnes. Une retransmission en direct sur Facebook permet aussi à 120 000 personnes d’y assister. Durant la soirée, les membres des Cowboys fringants — Jérôme Dupras, Jean-François Pauzé et Marie-Annick Lépine — prononcent des discours en hommage à Karl, puis interprètent la chanson Sur mon épaule.

### Vie privée
Karl Tremblay était en couple avec Marie-Annick Lépine, multi-instrumentiste des Cowboys fringants, avec qui il a deux filles.

## Honneurs
- Karl Tremblay reçoit la médaille d'honneur de l'Assemblée nationale du Québec en mai 2023.
- À l'annonce de sa mort, la municipalité de L'Assomption annonce que sa place publique portera le nom de « place Karl-Tremblay »[16]. La place, située au niveau du 255 boulevard de l'Ange-Gardien, est officialisée par la Commission de toponymie en mars 2025[17].
- À la suite de son décès, Karl est honoré par les Canadiens de Montréal en se voyant attribuer un chandail de l’équipe, orné du numéro 76, représentant son année de naissance[18].
- Une murale en son honneur est réalisée au Parc Thifault à Repentigny par l'artiste Carlos Olivia.
- Une murale en son honneur est réalisée à Montréal par l'artiste Yan Pigeon[19].
- Des admirateurs français créent une place Karl-Tremblay à Pont-du-Fossé dans les Alpes françaises[19] .
- Après la mort du chanteur, l'aéroport international Montréal-Trudeau remplace la lettre « o » sur leur enseigne par une étoile filante, en hommage à Karl Tremblay[19].